# Kibja
Kibja (arab. ‏قبية‎, Qibya) – wieś w Palestynie, w muhafazie Ramallah i Al-Bira. Według danych szacunkowych Palestyńskiego Centralnego Biura Statystycznego w 2016 roku miejscowość liczyła 6272 mieszkańców.
14 października 1953 r. żołnierze Sił Obronnych Izraela zabili w Kibji 66 Arabów.